# آرت پیک
آرت پیک (انگلیسی: Art Peck) (زاده ۱۹۵۶) کارآفرین، بازرگان و مدیر ارشد اجرایی آمریکایی است، که در حال حاضر به‌عنوان مدیر عامل اجرایی و رییس هیئت مدیره شرکت گپ اینکورپوریتد فعالیت می‌کند.